# Аліабад-е-Зіба-Кенар
Аліабад-е-Зіба-Кенар (перс. علی آبادزیباکنار) — дегестан в Ірані, у бахші Лашт-е-Неша, в шагрестані Решт остану Ґілян. За даними перепису 2006 року, його населення становило 9606 осіб, які проживали у складі 2906 сімей.

## Населені пункти
До складу дегестану входять такі населені пункти:
- Аждега-Балуч
- Аліабад
- Амілдан
- Джелідан
- Дубадж
- Дубадж
- Малекдег
- Новдег
- Тазеабад
- Фахрабад
- Хошк-Есталх
- Чалекаш-е-Лат
- Чунченан
- Шагмір-Сара